# اوفک-۲
اوفک-۲ (در عبری: אופק ۲ - معنای فارسی: افق-۲) نام دومین نسل از ماهواره‌های اطلاعاتی نیروهای دفاعی اسرائیل به نام اوفک است که توسط سازمان تحقیقات فضائی اسرائیل در ۱۹۹۰ با موفقیت به فضا پرتاب شد.